# Mano Solo
Mano Solo, właśc. Emmanuel Cabut ur. 24 kwietnia 1963 w Châlons-en-Champagne, zm. 10 stycznia 2010 w Paryżu, piosenkarz, tekściarz, także grafik francuski. 
Mano Solo był synem rysownika Cabu i Isabelle Monin, szefowej redakcji pierwszego francuskiego magazynu poświęconego ekologii politycznej, La Gueule ouverte.  
Od 17 roku życia, Mano Solo grał na gitarze w zespole punkowym Chihuahua. Gdy jednak dowiedział się (w 1986 roku) o tym, że jest nosicielem wirusa HIV, zdecydował się na pisanie i wykonywanie własnych tekstów.
Jego pierwszy solowy album, Marmaille nue, ukazał się w 1993 i sprzedał w 100 000 egzemplarzy w ciągu w pierwszego roku. W 1995 roku ukazał się drugi album, Les Années sombres (Czarne lata), który również otrzymał status złotej płyty po miesiącu sprzedaży. Też w roku 1995, ogłosił, podczas koncertu w Bataclanie, że jest chory na AIDS. 
Opuścił wytwórnię płytową Warner w 2006 roku i zdecydował się na funkcjonowanie bez dużych koncernów. W 2007 otworzył własną firmę produkcyjna (Marmaille Nue), gdzie zajmował się również tworzeniem okładek swoich płyt.
Był artystą zaangażowanym, koncertował na rzecz różnego rodzaju stowarzyszeń, szczególnie związany był jednak (poprzez kolektyw "Je suis là") z organizacją Fazasoma działającą na rzecz osób ubogich na Madagaskarze.

## Dyskografia

### Albumy studyjne
- 1993 : La Marmaille nue
- 1995 : Les Années sombres
- 1996 : Frères Misère (& Les Frères Misère)
- 1997 : Je sais pas trop
- 2000 : Dehors
- 2004 : Les Animals
- 2007 : In the Garden
- 2009 : Rentrer au port

### Albumy koncertowe
- 1999 : Internationale Sha la la (Live at Tourtour)
- 2002 : La Marche
- 2011 : Mano Solo à l'Olympia (12 listopada 2009)

## Publikacje
- 1995 – Je suis là (poezje)
- 1996 – Joseph sous la pluie (powieść)
- 2012 – Joseph sous la pluie, roman, poèmes et dessins, Paris, Seuil.